# Avenida de la Estación (Alicante)
La avenida de la Estación es una amplia y céntrica avenida de la ciudad española de Alicante. Situada en el barrio de Ensanche Diputación, la avenida se prolonga de este a oeste desde la plaza de los Luceros hasta la estación de ferrocarril de Alicante-Terminal, de ahí su nombre.

## Descripción
Se trata de una vía de unos 320 metros de largo y 30 de ancho. Dispone de unas aceras muy amplias, ornamentadas con palmeras, que permiten la instalación de terrazas por parte de los bares que dan a ella. El tráfico rodado cuenta con dos carriles por sentido, una zona para el aparcamiento de ciclomotores y motocicletas y diversos accesos al aparcamiento subterráneo que recorre toda la avenida. Existe un acceso, también subterráneo, a la estación de Luceros del tranvía metropolitano de Alicante.
La fachada principal del Palacio Provincial de Alicante, sede de la Diputación Provincial de Alicante, da a esta avenida. También lo hace el Colegio Oficial de Ingenieros Técnicos Industriales, que se encuentra justo enfrente. Al tratarse de una vía cercana y paralela a la bulliciosa avenida de Maisonnave, tiene cierto carácter comercial, con varias tiendas y restaurantes de cadenas multinacionales, como Fnac, Flying Tiger o Telepizza.